# 턱스 페인트
턱스 페인트(Tux Paint)는 어린이들을 위해 만든 자유 소프트웨어/오픈 소스 래스터 그래픽 에디터로 2002년에 빌 켄드릭(Bill Kendrick)이 프로젝트를 시작하여 많은 수의 자원 봉사자들과 함께 유지하며 발전시키고 있다. 저작권은 GNU 일반 공중 사용 허가서를 따르고 있다.
턱스 페인트는 처음에 리눅스용으로 개발되었다. 당시 리눅스에서는 어린이들에게 맞는 그리기 프로그램이 없었다. C 프로그래밍 언어로 쓰였으며 심플 다이렉트미디어 레이어(SDL)를 포함한 다양한 자유/오픈 소스 헬퍼 라이브러리들을 사용했다. 이후 마이크로소프트 윈도우, 맥 오에스 텐, BeOS에서도 사용할 수 있다. (턱스 페인트의 다운로드 안내 페이지를 참고하라.)

## 기능
턱스 페인트는 김프나 포토샵 같은 일반적인 그래픽 에디터에서 떨어져 16개월 정도의 어린이들을 위해 개발했다. 사용자 인터페이스는 직관적이고, 아이콘을 사용했으며, 소프트웨어가 어떻게 작동되는지 알려주는 '소리나는 도움말'과 힌트를 제공한다. 밝은 색의 인터페이스와 사운드 효과, 그리고 만화 마스코트 턱스(리눅스 커널의 마스코트)는 아이들의 관심을 끌게 되어 있다.
턱스 페인트의 일반적인 인터페이스는 다섯 개의 부분으로 나뉜다.
- 도구 상자: 일반적으로 사용되는 도구들과 저장, 실행 취소, 새로 그리기, 인쇄 버튼이 포함되어 있다.

- 도화지: 그림이 그려지고 편집되는 부분
- 색깔표: 칠할 색을 정할 수 있는 부분
- 선택창: 붓, 글꼴이나 부도구 같은 다양한 항목을 선택할 수 있다.
- 정보창: 사용하는 방법, 팁 그리고 격려하는 말들이 제공된다.

이전에 저장한 그림들을 보여주는 간단한 플립북 애니메이션이나 일반 슬라이드 프레젠테이션 방식으로 슬라이드쇼 기능도 제공한다.

## 배포
아수스 Eee PC에서는 턱스 페인트가 포함되어 고객에게 제공된다. 또한 데비안 주니어나 에듀분투 같은 교육용 리눅스 배포판 표준 패키지와 라이브 CD에, 다수의 리눅스 배포판에서 선택 패키지로 제공된다. 독립적으로 턱스 페인트를 실행할 수 있게 된 이후 GNUWinII나 오픈 소스 소프트웨어 CD 같은 마이크로소프트 윈도우용 소프트웨어 모음집에도 포함되어 있다.
턱스 페인트는 자유 및 오픈 소스 교육용 슈트인 GCompris에서 사용할 수 있다.

## 같이 보기
- GCompris
- 마이페인트